# Abdellah Zoubir
Abdellah Zoubir (Rijsel, 5 december 1991) is een Frans-Marokkaans voetballer die speelt als middenvelder.

## Carrière
Zoubir speelde in de jeugd van US Lesquin maar maakte zijn debuut voor Grenoble Foot 38. Hij speelde er tot in 2013 wanneer hij overstapte naar FC Istres, hij werd meteen uitgeleend aan Hibernian FC voor een seizoen. In 2015 tekende hij een contract bij het Roemeense Petrolul Ploiești, hij bleef er maar een seizoen en keerde terug naar Frankrijk bij RC Lens. Bij Lens speelde hij tot in 2018 en koos voor een avontuur in Azerbeidzjan bij FK Qarabağ, met hen werd hij landskampioen in 2019 en 2020.

## Erelijst
| Competitie                   |       |                                                      |
| Aantal                       | Jaren |                                                      |
| FK Qarabağ                   |       |                                                      |
| Azerbeidzjan Premyer Liqası  | 6x    | 2018/19, 2019/20, 2021/22, 2022/23, 2023/24, 2024/25 |
| Azerbeidzjaanse voetbalbeker | 2x    | 2021/22, 2023/24                                     |